# Jihoafrická republika na Letních olympijských hrách 2000
Jihoafrická republika se účastnila Letní olympiády 2000. Zastupovalo ji 127 sportovců (89 mužů a 38 žen) v 17 sportech.

## Medailisté
| Medaile | Jméno             | Sport    | Soutěž              |
| ------- | ----------------- | -------- | ------------------- |
| Stříbro | Terence Parkin    | Plavání  | muži 200 m prsa     |
| Stříbro | Hestrie Cloeteová | Atletika | Ženy skok vysoký    |
| Bronz   | Llewellyn Herbert | Atletika | Muži 400 m překážek |
| Bronz   | Frantz Kruger     | Atletika | Muži hod diskem     |
| Bronz   | Penny Heynsová    | Plavání  | ženy 100 m prsa     |